# 斯滕托尔
斯滕托尔（英語：Stentor）。古希腊神话男性人物之一。其事迹反映于荷马的《伊里亚特》之中，为特洛伊战争的希腊联军之传令官。凭借声音洪亮而闻名于世。其形象亦出现于古希腊学者亚里士多德之著述之中。